# Gender-Pension-Gap
Der Gender-Pension-Gap (kurz GPG; von englisch gender „[soziales] Geschlecht“), deutsch etwa geschlechtsspezifische Altersvorsorgelücke oder Rentenlücke, ist eine Kennzahl, die den relativen Unterschied der Alterssicherungseinkommen von Frauen und Männern beschreibt, gründend auf der geschlechtsspezifischen Einkommensungleichheit im Lebensverlauf. Der Gender Pension Gap ist meist wesentlich höher als der Gender-Pay-Gap (Lohnlücke), da sich hier die Einkommensunterschiede zwischen den Geschlechtern und die Erwerbsbeteiligung über das Erwerbsleben summieren und daher aktuell auch die Einkommensdifferenzen der letzten rund 50 Jahre einfließen.
Hintergrund für die Entwicklung der Kennzahl war es, die Auswirkungen politisch verantworteter, familiärer und individueller Faktoren auf die Alterssicherung von Frauen und Männern besser zu verstehen. Bis heute unterscheiden sich in den meisten Ländern nicht nur die Alterseinkommen von Frauen und Männern deutlich, sondern auch ihre Lebens- und Erwerbsverläufe. Sie sind geprägt von sozioökonomischen Rahmenbedingungen, welche die Grundlage für gemeinsame Entscheidungen in der Partnerschaft sowie von persönlichen Wünschen bilden.

## Definition
Das Fraunhofer-Institut für Angewandte Informationstechnik (FIT) erklärt 2011: „Der Gender Pension Gap wird definiert als die prozentuale Differenz der durchschnittlichen persönlichen eigenen Alterssicherungseinkommen aller betrachteten Frauen zu den durchschnittlichen persönlichen eigenen Alterssicherungseinkommen der entsprechenden Gruppe der Männer.“ In den persönlichen eigenen Alterssicherungseinkommen sind nicht nur die Einkommen aus der gesetzlichen Rentenversicherung enthalten, sondern auch die aus der betrieblichen Altersversorgung und einer privaten Lebensversicherung – nicht jedoch Einkommen aus Hinterbliebenenrenten.

## Formel
Die Formel zur Berechnung:
{\displaystyle {\text{Gender-Pension-Gap}}=100\,\%-{\frac {\text{durchschnittl. eigene Alterseinkommen der Frauen}}{\text{durchschnittl. eigene Alterseinkommen der Männer}}}}

## OECD
In den 37 Mitgliedstaaten der Organisation für wirtschaftliche Zusammenarbeit und Entwicklung (OECD) betrug der Gender-Pension-Gap im Jahr 2011 durchschnittlich 28 %, dabei hatte Deutschland den höchsten (45 %) und Estland (5 %) den geringsten Unterschied im Alterseinkommen der Geschlechter – die folgende Liste zeigt 25 der Staaten:
| Land           | GPG    |
| -------------- | ------ |
| Estland        | 05,2 % |
| Slowakei       | 07,2 % |
| Dänemark       | 07,6 % |
| Tschechien     | 13,7 % |
| Island         | 15,6 % |
| Ungarn         | 15,7 % |
| Norwegen       | 23,1 % |
| Polen          | 24,6 % |
| Slowenien      | 25,0 % |
| Griechenland   | 25,1 % |
| Finnland       | 27,1 % |
| 37 Staaten ø   | 28,0 % |
| Schweden       | 29,4 % |
| Belgien        | 31,2 % |
| Portugal       | 31,5 % |
| Italien        | 31,8 % |
| Spanien        | 33,3 % |
| Schweiz        | 34,2 % |
| Irland         | 34,8 % |
| USA (2010)     | 34,9 % |
| Frankreich     | 37,0 % |
| Österreich     | 38,6 % |
| Großbritannien | 39,6 % |
| Niederlande    | 41,4 % |
| Luxemburg      | 44,2 % |
| Deutschland    | 44,8 % |

## EU
Innerhalb der Europäischen Union lag der durchschnittliche Gender-Pension-Gap im Jahr 2022 bei 26 %. Aufgeschlüsselt auf die jeweiligen Mitgliedsstaaten ergeben sich folgende Werte:
| Land                              | GPG    |
| --------------------------------- | ------ |
| Estland                           | 04,7 % |
| Dänemark                          | 08,3 % |
| Slowenien                         | 09,2 % |
| Slowakei                          | 09,9 % |
| Ungarn                            | 09,9 % |
| Litauen                           | 13,2 % |
| Tschechien                        | 13,6 % |
| Lettland                          | 14,8 % |
| Polen                             | 15,6 % |
| Rumänien                          | 19,4 % |
| Finnland                          | 22,2 % |
| Kroatien                          | 24,8 % |
| Belgien                           | 25,1 % |
| Bulgarien                         | 25,5 % |
| 27 Staaten ø                      | 26,0 % |
| Portugal                          | 26,3 % |
| Griechenland                      | 26,7 % |
| Deutschland                       | 27,8 % |
| Spanien                           | 28,4 % |
| Italien                           | 30,1 % |
| Irland                            | 30,4 % |
| Frankreich (vorläufige Schätzung) | 30,5 % |
| Zypern                            | 34,3 % |
| Österreich                        | 34,4 % |
| Luxemburg                         | 37,9 % |
| Malta                             | 41,8 % |

## Deutschland

### Entwicklung seit 1992
In Deutschland zeigt eine Auswertung der Studien zur Alterssicherung die Entwicklung von 1992 bis 2021:
| Land               | 1992 | 1995 | 1999 | 2003 | 2007 | 2014      | 2021      |
| ------------------ | ---- | ---- | ---- | ---- | ---- | --------- | --------- |
| Alte Länder        | 69,2 | 68,6 | 64,3 | 63,3 | 59,6 | 42,0      | unbekannt |
| Neue Länder        | 39,3 | 44,8 | 46,2 | 43,4 | 36,7 | 23,0      | unbekannt |
| Deutschland gesamt | 72,5 | 72,4 | 67,7 | 67,1 | 63,8 | unbekannt | 29,9      |

### Nach Familienstand
Bei verheirateten und verwitweten Personen ist der Gender-Pension-Gap deutlich größer als bei Geschiedenen und Ledigen:
| 2007               | verheiratet | verwitwet | geschieden | ledig |
| ------------------ | ----------- | --------- | ---------- | ----- |
| Alte Länder        | 68,5        | 70,0      | 19,4       | 7,9   |
| Neue Länder        | 38,8        | 41,2      | 13,0       | 2,7   |
| Deutschland gesamt | 63,8        | 65,4      | 18,8       | 9,0   |

### Nach höchstem Berufsabschluss
Durchgehend ist der Gender-Pension-Gap in den neuen Bundesländern deutlich niedriger als in den alten. In Abhängigkeit vom höchsten Berufsabschluss zeigt sich eine treppenartige Verringerung des Gap von West nach Ost und von niedriger zu hoher beruflicher Qualifikation:
| 2007               | kein Berufs- abschluss | einfacher bis mittlerer Berufs- abschluss | Meister-/ Techniker- abschluss | Fach- hochschul- abschluss | Hochschul- abschluss |
| ------------------ | ---------------------- | ----------------------------------------- | ------------------------------ | -------------------------- | -------------------- |
| Alte Länder        | 60,8                   | 57,8                                      | 57,2                           | 49,5                       | 41,6                 |
| Neue Länder        | 36,0                   | 31,3                                      | 29,7                           | 25,3                       | 14,3                 |
| Deutschland gesamt | 58,1                   | 54,2                                      | 52,2                           | 44,7                       | 35,6                 |

### Nach Alter
Je jünger die Alterskohorte ist, desto mehr nimmt der Gender-Pension-Gap ab. Im Westen weist selbst die jüngste Altersgruppe einen höheren Gap auf als die älteste im Osten:
| 2007               | 65 bis <70 | 70 bis <75 | 75 bis <80 | über 80 |
| ------------------ | ---------- | ---------- | ---------- | ------- |
| Alte Länder        | 59,3       | 62,8       | 64,6       | 68,8    |
| Neue Länder        | 27,2       | 35,9       | 40,7       | 49,2    |
| Deutschland gesamt | 54,3       | 58,2       | 60,7       | 66,0    |